# Zouhair Laaroubi
Zouhair Laaroubi (30 luglio 1984) è un calciatore marocchino, portiere del Wydad Casablanca.

## Palmarès

### Competizioni internazionali
- CAF Champions League: 1

Wydad: 2017
- Supercoppa d'Africa: 1

Wydad: 2018